# I've Got a Song for You
I've Got a Song for You è un album in studio del 1966 di Shirley Bassey. Bassey lasciò l'etichetta Columbia della EMI, e questo fu il suo primo album per la United Artists, un'etichetta con cui sarebbe rimasta per circa 14 anni. Questo album e quello seguente, And We Were Lovers, furono prodotti dall'ex marito di Bassey, Kenneth Hume. (Il loro matrimonio terminò con il loro divorzio nel 1965, ma lui continuò a lavorare come suo manager, e per questi due album anche come suo produttore). L'album entrò nella classifica degli album del Regno Unito al n° 26, ma rimase in classifica solo per una settimana e non riuscì ad entrare in classifica negli Stati Uniti, nonostante avesse ricevuto recensioni eccezionali per impegni live a New York e Las Vegas nello stesso anno, e per il fatto che l'album fosse stato registrato a New York. Fu un inizio infausto per lei alla UA, dato che nessuno dei suoi album sarebbe stato pubblicato nel Regno Unito o negli Stati Uniti fino al 1970 (salvo per un album registrato per la EMI/Columbia pubblicato dopo che lei firmò con la United Artists, che includeva molto probabilmente materiale precedentemente registrato, e una compilation). In quell'anno, 1970, Bassey iniziò a produrre album più pop e contemporanei, ma qui nel 1966, nonostante avesse ottenuto il suo più grande successo con Goldfinger, era ancora saldamente nel genere pop tradizionale .
L'album originale fu pubblicato sia in mono che stereo. La versione stereo di questo album fu rimasterizzata su CD e pubblicata nel 2005 insieme a And We Were Lovers su un set di 2 CD dalla BGO Records.

## Tracce
Lato A
1. "I've Got a Song for You" (Al Stillman, LeRoy Holmes)
2. "I'm Glad There Is You" (Paul Madeira, Jimmy Dorsey)
3. "Johnny One Note" (Richard Rodgers, Lorenz Hart)
4. "The Shadow of Your Smile" (Paul Francis Webster, Johnny Mandel)
5. "Kiss Me, Honey Honey, Kiss Me" (Al Timothy, Michael Julien) (ri-registrazione, originalmente fu rilasciata come singolo nel 1958)
6. "You Can Have Him" (Irving Berlin)

Lato B
1. "You're Gonna Hear from Me" (André Previn, Dory Previn)
2. "All or Nothing at All" (Jack Lawrence, Arthur Altman)
3. "Shirley" (Al Stillman, LeRoy Holmes)
4. "Strangers in the Night" (Charles Singleton, Eddie Snyder, Bert Kaempfert)
5. "Let Me Sing - and I'm Happy" (Irving Berlin)
6. "The Sound of Music" (Richard Rodgers, Oscar Hammerstein)